# 熊本県道103号熊本空港線
熊本県道103号熊本空港線（くまもとけんどう103ごう くまもとくうこうせん）は、熊本県熊本市東区から上益城郡益城町に至る一般県道である。

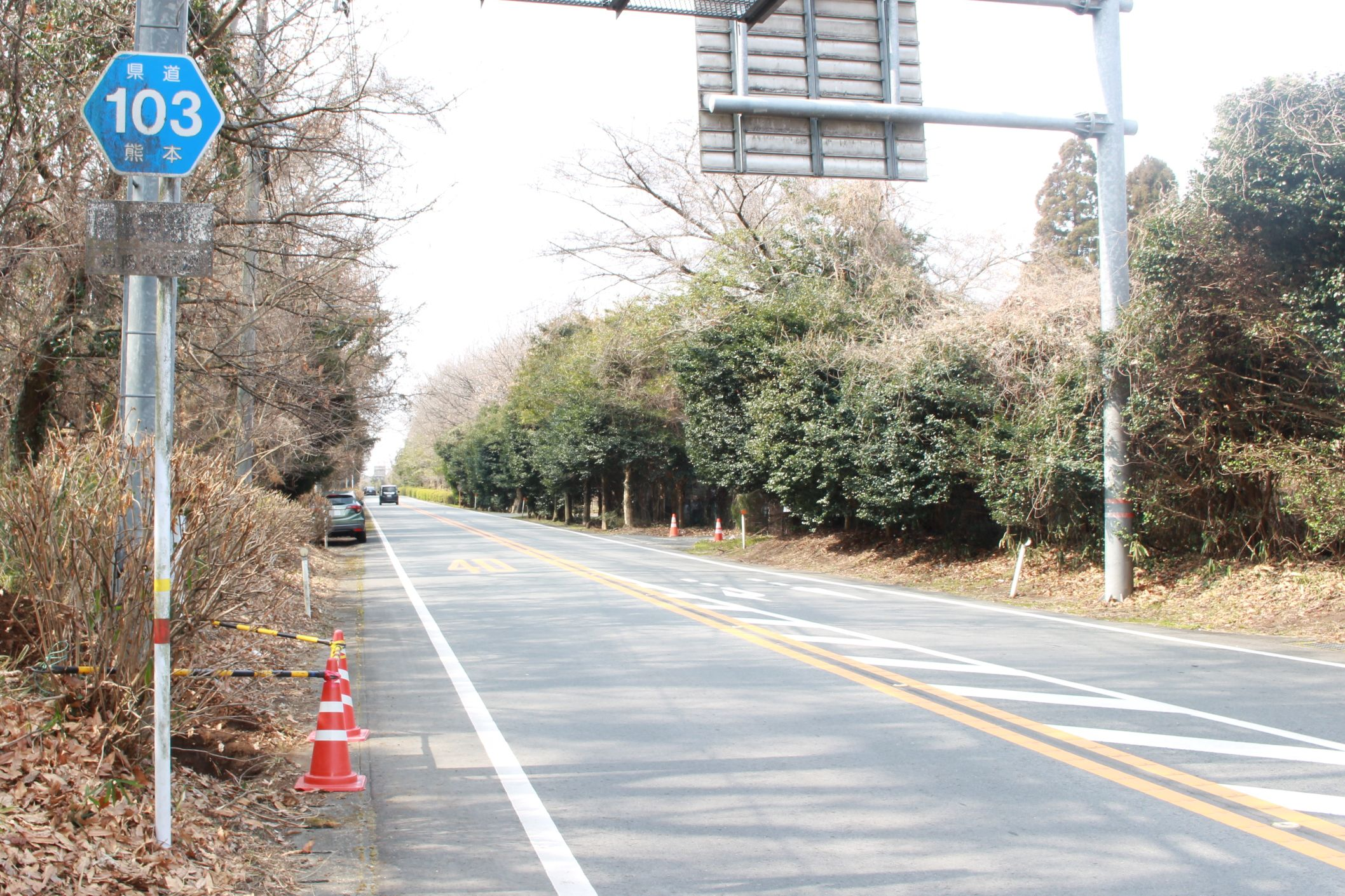
熊本県道103号(菊陽町戸次,熊本市方面を望む)

## 概要
路線名称のとおり熊本空港へのアクセス道路として整備された路線であり、「第一空港線」の通称がある。なお、現在では熊本県道36号熊本益城大津線（通称「第二空港線」「第三空港線」）が主なアクセス道路となっており、熊本空港線はその補完的な役割を果たすにとどまっている。
また、熊本市東区御領から分岐し運動公園方面に至る支線が存在し、「国体道路」と呼ばれている。

### 路線データ
- 起点：熊本県熊本市東区画図町大字下無田（国道266号・熊本県道104号熊本浜線交点）
- 終点：熊本県上益城郡益城町大字小谷（益城町小谷交差点（熊本空港前）、熊本県道36号熊本益城大津線上）

## 歴史
- 1970年 - 路線認定（一般県道）。当初の起点は熊本市水前寺1丁目、整理番号は47。
- その後、1972年ごろまでに整理番号が103に変更される。
- 1993年 - 国道266号の路線延長に伴い路線廃止された熊本県道147号松橋熊本線の一部区間（熊本市画図町下無田 - 出水1丁目）が熊本空港線に加えられ、現在の経路となる。

## 路線状況

### 重複区間
- 熊本県道236号神水川尻線（熊本市東区画図東1丁目・画図東1丁目交差点 - 熊本市東区画図町大字上無田）
- 熊本県道28号熊本高森線（熊本市中央区出水・出水一丁目交差点 - 熊本市中央区国府・水前寺駅入口交差点）
- 熊本県道232号小池竜田線（熊本市東区八反田2丁目・御嶺交差点 - 熊本市東区長嶺東8丁目）
- 国道443号（熊本市東区小山町 - 菊池郡菊陽町大字曲手・空港入口交差点）
- 熊本県道36号熊本益城大津線（菊池郡菊陽町大字戸次 - 上益城郡益城町大字小谷（終点））

### 道路施設

#### トンネル
- 熊本空港地下道：延長468 m、1971年（昭和46年）竣工、菊池郡菊陽町（熊本県道36号熊本益城大津線重複区間内）

## 地理

### 通過する自治体
- 熊本市（東区 - 中央区 - 東区）
- 菊池郡菊陽町
- 上益城郡益城町

なお、起点から熊本市東部浄化センター付近までは嘉島町との境界近くを通る。

### 交差する道路
| 交差する道路                                       | 市町村名 | 市町村名 | 交差する場所       | 交差する場所       |
| -------------------------------------------------- | -------- | -------- | ------------------ | ------------------ |
| 国道266号 国道445号 重複区間 熊本県道104号熊本浜線 | 熊本市   | 東区     | 画図町大字下無田   | 起点               |
| 熊本県道238号画図秋津線                            | 熊本市   | 東区     | 画図町大字下無田   |                    |
| 熊本県道236号神水川尻線 重複区間起点               | 熊本市   | 東区     | 画図東1丁目        | 画図東1丁目交差点  |
| 熊本県道236号神水川尻線 重複区間終点               | 熊本市   | 東区     | 画図町大字上無田   |                    |
| 国道57号                                           | 熊本市   | 東区     | 江津4丁目          | 江津団地入口交差点 |
| 熊本県道28号熊本高森線 重複区間起点                | 熊本市   | 中央区   | 出水               | 出水一丁目交差点   |
| 熊本県道28号熊本高森線 重複区間終点                | 熊本市   | 中央区   | 国府               | 水前寺駅入口交差点 |
| 国道57号                                           | 熊本市   | 東区     | 保田窪本町         | 保田窪交差点       |
| 熊本県道232号小池竜田線 重複区間起点               | 熊本市   | 東区     | 八反田2丁目        | 御嶺交差点         |
| 熊本県道232号小池竜田線 重複区間終点               | 熊本市   | 東区     | 長嶺東8丁目        |                    |
| 熊本県道235号益城菊陽線                            | 熊本市   | 東区     | 小山4丁目          |                    |
| 国道443号 重複区間起点                             | 熊本市   | 東区     | 小山町             |                    |
| 熊本県道138号辛川鹿本線                            | 菊池郡   | 菊陽町   | 大字辛川           |                    |
| 国道443号 重複区間終点                             | 菊池郡   | 菊陽町   | 大字曲手           | 空港入口交差点     |
| 熊本県道36号熊本益城大津線 重複区間起点            | 菊池郡   | 菊陽町   | 大字戸次           |                    |
| 熊本県道36号熊本益城大津線 重複区間終点            | 上益城郡 | 益城町   | 大字小谷（おやつ） | 小谷交差点 / 終点  |

### 沿線
- 熊本空港
- JR九州豊肥本線
  - 新水前寺駅 - 水前寺駅 - 東海学園前駅
- 江津湖
- 加勢川
- 東海大学（旧九州東海大学）熊本キャンパス
- 熊本県立湧心館高等学校
- 東区役所託麻総合出張所
- 嘉島町総合運動公園
- 熊本市東部浄化センター
- らくのうマザーズ（熊本県酪農業協同組合連合会）熊本工場